# Zoosfera
La zoosfera (dal greco dzóon – animale, sphaira – sfera) è la parte della biosfera abitata e sfruttata dagli animali.
Tale termine viene utilizzato soprattutto nell'ambito delle scienze ambientali per definire gli animali non come singoli individui, bensì come un insieme ("sfera") in modo da studiare le relazioni che tale insieme ha con le altre parti della biosfera (cioè la fitosfera e l'antroposfera) e in generale con le altre "sfere" presenti sul pianeta (litosfera, idrosfera e atmosfera).